# 卢文 (明尼苏达州)
盧文（英語：Luverne）是一個位於美國明尼蘇達州羅克縣的都市。根據2010年美國人口普查，該地共人口4745人，而該地的面積約為9.56平方千米。同時該地也是羅克縣的縣治。

## 地理
盧文的座標為43°39′21″N 96°12′37″W / 43.65583°N 96.21028°W，而該地的平均海拔高度為447米（即1467英尺）。